# ざっくりハイタッチ
『ざっくりハイタッチ』は、テレビ東京で放送されていたバラエティ番組。2011年10月9日から2012年9月30日までの番組名は『ざっくりハイボール』、2012年10月14日放送分を『ざっくり』とし、同放送にて番組名リニューアル会議を行い現在の『ざっくりハイタッチ』に改題された。レギュラー出演者は千原ジュニア、小籔千豊、フットボールアワー（岩尾望、後藤輝基）の4名。
2020年4月1日より、同メンバーによるYouTube配信番組『ざっくりYouTube』を開始（当初のタイトルは『ジュニア小籔フットのYouTube』）。

## 概要
千原ジュニア、小籔千豊、フットボールアワー（岩尾望、後藤輝基）が毎回ゲストを招きながらさまざまな実験的企画を行うバラエティ番組。収録後のジュニア・フットらが見どころを紹介したVTRをオープニングとしている。
2013年3月31日までのテレビ東京における放送時間は50分。テレビ東京エリア外の地域は30 - 35分の短縮版にて放送されていた。2013年4月14日からは、テレビ東京での放送が日曜1:15 - 1:45（土曜深夜）に変更（エリア外の地域と同様に30分へ短縮）。同時に2005年4月開始の『テレ土』前半枠以来続いた日曜1:25 - 2:10→1:20 - 2:05→1:20 - 2:10枠は本番組と『そうだ旅（どっか）に行こう。』（1:45 - 2:10）に2分割されることとなった。
2013年7月、公式サイトがリニューアル。
2013年10月から『一狩りいこうぜ!4』放送のため、放送開始が25分繰り上がり0:50 - 1:20となる。『一狩りいこうぜ!4』終了に伴い、2014年1月より再び1:15 - 1:45の枠に戻された。
2014年より、『ざっくり-』のキャスト・スタッフによる大晦日から元日にかけた生放送長時間特別番組『今年も生だよ!笑いっぱなしのお正月!ざっくり新年会』（正式タイトルは後述）が放送されている。
2015年10月28日、同年9月14日放送回における「赤ちゃん育児教室」と題して裸のお笑い芸人が着用するおむつを脱がせるなどした場面がBPOの審議対象となった。同年12月9日、BPOは「下品、卑猥な表現は避ける」旨の要望を公表。
2016年3月27日の番組終了以降、ジュニア、小籔、フット（岩尾、後藤）がそろっての共演はなかったが、2020年4月1日にジュニア発信のもと、YouTubeチャンネル『ジュニア小籔フットのYouTube』（のちの『ざっくりYouTube』）を開設し、毎週水曜・土曜に動画配信している。

## 出演者

### レギュラー
- 千原ジュニア（千原兄弟） - 企画も兼任
- 小籔千豊
- 岩尾望、後藤輝基（フットボールアワー）

### 準レギュラー
- 後藤淳平、福徳秀介（ジャルジャル）
- 金ちゃん、坂井良多（鬼越トマホーク）

アシスタント
- テレビ東京アナウンサー（増田和也、須黒清華、相内優香、秋元玲奈）

### 過去の出演者
- 千原せいじ（千原兄弟） - VTRでの出演であった）
- ざっくりハイガール (吉川麻衣子、安藤成子、市橋直歩、松嶋ののか、植田早紀、水谷望愛、田中涼子、石川沙織、葵ゆりか、藤嵜亜莉沙、鈴木咲、今井成美、佐藤あずさ、佐々木心音)[注 1]

ざっくりハイガール10月までの人気ランキング
1位:田中涼子　489票
2位:鈴木咲　456票
3位:葵ゆりか　349票
4位:吉川麻衣子　308票
5位:水谷望愛　307票
ざっくりハイガール2011年人気投票ランキング
1位:鈴木咲　1136票
2位:田中涼子 1037票
3位:水谷望愛　679票
4位:安藤成子　633票
5位:今井成美　624票
6位:葵ゆりか　602票
7位:吉川麻衣子　588票
8位:佐々木心音　575票
ランクインされなかった下位の6名でバトルした結果、藤嵜亜莉沙と松嶋ののかが脱落した。
ざっくりハイボール人気投票中間発表
1位:佐々木心音 3151票
2位:鈴木咲　2638票
3位:田中涼子　2383票
4位:吉川麻衣子　2305票
5位:安藤成子　2294票
6位:今井成美　2187票
7位:佐藤あずさ　2050票
8位:石川沙織　1874票
1位なった佐々木は2012年6月放送のざっくりカジノグラビアアイドル編のプレイヤーとして出演
2012年8月放送の上位8名は佐々木心音、鈴木咲、田中涼子、吉川麻衣子、水谷望愛、佐藤あずさ、石川沙織、市橋直歩。

### ナレーション
- 赤平大

## ざっくりハイボール

### 放送リスト
| 1  | 10月9日  | クイズJ 俺ジナルゲーム                                               | 木村明浩（バッファロー吾郎） 河本準一（次長課長） 2700                                         |
| 2  | 10月16日 | 勝手に表彰状！ おしゃべり割烹 小籔亭                                 | 竹若元博（バッファロー吾郎） タケト（Bコース） ピース                                          |
| 3  | 10月23日 | ざっくりカジノ！エスカレートクエスチョン ざっくり密着！千原せいじ365 | 井上裕介（NON STYLE） 桂三度 藤本敏史（FUJIWARA）                                              |
| 4  | 10月30日 | ばったり大人力 おしゃべり割烹 小籔亭 ざっくり密着！千原せいじ365     | いとうまい子 田中要次 ヨネスケ                                                                 |
| 5  | 11月6日  | 喜怒哀楽園 ざっくり密着！千原せいじ365                               | 友近 笑い飯                                                                                    |
| 6  | 11月13日 | 俺ジナル罰ゲーム ざっくり密着！千原せいじ365                         | 野性爆弾 山崎邦正                                                                              |
| 7  | 11月20日 | 公開！芸人ノート ざっくり密着！千原せいじ365                         | 桂三度 菊地智義（ポテト少年団） タケト・ハブ（Bコース） 八木真澄（サバンナ）                   |
| 8  | 11月27日 | おもしろければ即出演！アンケートバトル ざっくり密着！千原せいじ365   | ケンドーコバヤシ 手島優 バッファロー吾郎 春香クリスティーン 谷澤恵里香                         |
| 9  | 12月4日  | ざっくりカジノ！エスカレートクエスチョン ざっくり密着!千原せいじ365  | 木下隆行（TKO） 藤本敏史（FUJIWARA） 藤原一裕（ライセンス）                                    |
| 10 | 12月11日 | 芸人ガチ喧嘩 ざっくり密着！千原せいじ365                             | 木下隆行（TKO） 藤本敏史（FUJIWARA） 阿部智則（POISON GIRL BAND） しあつ野郎 大山英雄 山本吉貴 |
| 11 | 12月18日 | あの街の風景 ざっくり密着！千原せいじ365                             | 板倉俊之（インパルス） 品川祐（品川庄司）                                                      |
| 12 | 12月25日 | 第2回クイズJ ざっくり密着！千原せいじ365                             | ロバート                                                                                       |

| 13 | 1月8日  | おもしろすぎる特別編 ざっくり密着！千原せいじ365                                  | 板倉俊之（インパルス） 友近 バッファロー吾郎 ピース 八木真澄（サバンナ） 野性爆弾 山崎邦正 笑い飯                        |
| 14 | 1月15日 | ボーイズラブパーティー ざっくり密着！千原せいじ365                                | 庄司智春（品川庄司） 陣内智則 でんぱ組.inc 藤本敏史（FUJIWARA）                                                          |
| 15 | 1月22日 | 勝手に表彰状！ おしゃべり割烹 小籔亭 ざっくり密着！千原せいじ365                  | 陣内智則 博多大吉（博多華丸・大吉） 笑い飯                                                                               |
| 16 | 1月29日 | 芸人お正月の過ごし方 ざっくり密着！千原せいじ365                                  | 木村卓寛（天津） サバンナ なかやまきんに君                                                                               |
| 17 | 2月5日  | 芸人お正月の過ごし方 ざっくり密着！千原せいじ365                                  | 木村卓寛（天津） サバンナ なかやまきんに君                                                                               |
| 18 | 2月12日 | 喜怒哀楽園プラス                                                                  | 千鳥 ピース 山根良顕（アンガールズ） 吉村崇（平成ノブシコブシ）                                                          |
| 19 | 2月19日 | おもしろければ即出演！アンケートバトル                                            | 岡田圭右（ますだおかだ） ジャングルポケット チキチキジョニー バッファロー吾郎 パンサー Bコース                           |
| 20 | 2月26日 | 勝手に表彰状！                                                                    | 秋山竜次（ロバート） タケト（Bコース） 椿鬼奴 八木真澄（サバンナ）                                                       |
| 21 | 3月4日  | 喜怒哀楽園 未公開SP                                                               | 千鳥 ピース 山根良顕（アンガールズ） 吉村崇（平成ノブシコブシ）                                                          |
| 22 | 3月11日 | モノマネジェンガ                                                                  | 秋山竜次（ロバート） 山根良顕（アンガールズ） ロッシー（野性爆弾）                                                       |
| 23 | 3月18日 | ざっくりカジノ！エスカレートクエスチョン                                          | 小沢一敬（スピードワゴン） 藤本敏史（FUJIWARA） 三又又三                                                                 |
| 24 | 3月25日 | おもしろければ即出演！アンケートバトル                                            | 岡田圭右（ますだおかだ） ケンドーコバヤシ チキチキジョニー パンサー Bコース 山崎邦正                                     |
| 25 | 4月1日  | 勝手にお詫び状                                                                    | 木下隆行（TKO） 村上健志（フルーツポンチ） ワッキー（ペナルティ）                                                        |
| 26 | 4月15日 | 芸人ガチ喧嘩                                                                      | 桂三度 川原克己（天竺鼠） 木下隆行（TKO） 原西孝幸（FUJIWARA） 村本大輔（ウーマンラッシュアワー）                        |
| 27 | 4月22日 | 喜怒哀楽園プラス                                                                  | 川島明（麒麟） 小島よしお 高橋茂雄（サバンナ） タケト（Bコース） ハリセンボン 村上純（しずる）                           |
| 28 | 4月29日 | 藤本をお仕置きしよう                                                              | ツーナッカン 藤本敏史（FUJIWARA） タケト (Bコース)                                                                       |
| 29 | 5月6日  | ざっくりカジノ！エスカレートクエスチョン グラビアアイドルSP                       | 愛川ゆず季 川村ゆきえ 木口亜矢 KONAN 辰巳奈都子 手島優                                                                   |
| 30 | 5月13日 | ざっくりカジノ！エスカレートクエスチョン グラビアアイドルSP                       | 愛川ゆず季 川村ゆきえ 木口亜矢 KONAN 辰巳奈都子 手島優                                                                   |
| 31 | 5月20日 | ざっくり赤ちゃん育児教室                                                          | 内間政成（スリムクラブ） 庄司智春（品川庄司） ツネ（2700） 藤本敏史（FUJIWARA） 亘健太郎（フルーツポンチ）               |
| 32 | 5月27日 | 勝手に表彰状！                                                                    | 桂三度 川島明（麒麟） 柴田英嗣（アンタッチャブル） 山本博（ロバート）                                                    |
| 33 | 6月3日  | 喜怒哀楽園＋ギャグ                                                                | 秋山竜次（ロバート） 小島よしお 佐久間一行 原西孝幸（FUJIWARA） 八木真澄（サバンナ） 山田ひろあき                        |
| 34 | 6月10日 | ざっくりカジノ！エスカレートクエスチョン グラビアアイドルSP おしゃべり割烹 小籔亭 | 川村ゆきえ 小泉麻耶 手島優 中村知世 浜田翔子 森下悠里                                                                    |
| 35 | 6月17日 | ざっくりカジノ！エスカレートクエスチョン グラビアアイドルSP おしゃべり割烹 小籔亭 | 川村ゆきえ 小泉麻耶 手島優 中村知世 浜田翔子 森下悠里                                                                    |
| 36 | 6月24日 | ざっくり密着！ジュニア365                                                         | タケト（Bコース） 中本幸一（ツーナッカン）                                                                               |
| 37 | 7月1日  | サバンナ八木結婚記念！お祝いコメント-1GP                                          | ケンドーコバヤシ サバンナ 椿鬼奴 2700 FUJIWARA レイザーラモンRG                                                          |
| 38 | 7月8日  | 緊急企画！ジュニアのマネージャー高山を救え！                                      | じゃい（インスタントジョンソン）                                                                                         |
| 39 | 7月15日 | ザ・決着！芸人ガチ喧嘩                                                            | 桂三度 ケンドーコバヤシ 陣内智則 バカリズム                                                                              |
| 40 | 7月22日 | ザ・決着！芸人ガチ喧嘩                                                            | 桂三度 かんし・こがけん（元ワンドロップ） ケンドーコバヤシ 陣内智則 バカリズム                                           |
| 41 | 8月5日  | 人気芸人の自宅を留守番してあげよう                                                | 芹那 西川晃啓（レギュラー） ムーディ勝山 みずき（ネギぽんす）                                                            |
| 42 | 8月12日 | カス映像の祭典                                                                    | オモロー山下 藤本敏史（FUJIWARA） 山崎邦正                                                                               |
| 43 | 8月19日 | 芸人のマイカーでサファリパークへ行こう                                            | 柴田英嗣（アンタッチャブル） タケト（Bコース）                                                                           |
| 44 | 8月26日 | 勝手にお詫び状！                                                                  | 秋山竜次（ロバート） 鈴木拓（ドランクドラゴン） 笑い飯                                                                   |
| 45 | 9月2日  | 正しいピザの食べ方教えます！小籔のピザ奉行                                        | 川村ゆきえ 藤本敏史（FUJIWARA） 谷澤恵里香                                                                               |
| 46 | 9月9日  | 罰ゲームフリースロー                                                              | 秋山竜次（ロバート） 板倉俊之（インパルス） 桂三度 後藤淳平（ジャルジャル） 大悟（千鳥）                                 |
| 47 | 9月16日 | 勝手に表彰状！                                                                    | 金田哲（はんにゃ） 坪倉由幸（我が家） 千鳥 中田敦彦（オリエンタルラジオ）                                                |
| 48 | 9月23日 | 芸人夏休みの過ごし方                                                              | 木下隆行（TKO） 柴田英嗣（アンタッチャブル） なかやまきんに君 ネゴシックス 八木真澄（サバンナ） 山本栄治（アンバランス） |
| 49 | 9月30日 | 芸人夏休みの過ごし方                                                              | 木下隆行（TKO） 柴田英嗣（アンタッチャブル） なかやまきんに君 ネゴシックス 八木真澄（サバンナ） 山本栄治（アンバランス） |

### ネット局と放送時間
| 放送対象地域   | 放送局         | 系列           | 放送日時                     | 放送開始日     | 遅れ       |
| -------------- | -------------- | -------------- | ---------------------------- | -------------- | ---------- |
| 関東広域圏     | テレビ東京     | テレビ東京系列 | 日曜 1:20 - 2:10（土曜深夜） | 2011年10月9日  | 制作局     |
| 北海道         | テレビ北海道   | テレビ東京系列 | 金曜 1:30 - 2:00（木曜深夜） | 2011年10月21日 | 遅れネット |
| 大阪府         | テレビ大阪     | テレビ東京系列 | 土曜 1:30 - 2:05（金曜深夜） | 2011年10月22日 | 遅れネット |
| 福岡県         | TVQ九州放送    | テレビ東京系列 | 土曜 2:23 - 2:53（金曜深夜） | 2011年10月22日 | 遅れネット |
| 熊本県         | 熊本放送       | TBS系列        | 土曜 1:00 - 1:30（金曜深夜） | 2011年11月5日  | 遅れネット |
| 奈良県         | 奈良テレビ     | JAITS          | 月曜 0:00 - 0:30（日曜深夜） | 2012年1月9日   | 遅れネット |
| 和歌山県       | テレビ和歌山   | JAITS          | 木曜 2:05 - 2:35（水曜深夜） | 2012年1月12日  | 遅れネット |
| 長崎県         | テレビ長崎     | フジテレビ系列 | 金曜 1:35 - 2:05（木曜深夜） | 2012年4月6日   | 遅れネット |
| 長野県         | 信越放送       | TBS系列        | 火曜 0:50 - 1:20（月曜深夜） | 2012年4月17日  | 遅れネット |
| 鹿児島県       | 鹿児島テレビ   | フジテレビ系列 | 土曜 2:05 - 2:35（金曜深夜） | 2012年4月21日  | 遅れネット |
| 石川県         | テレビ金沢     | 日本テレビ系列 | 木曜 1:37 - 2:07（水曜深夜） | 2012年4月26日  | 遅れネット |
| 岡山県・香川県 | テレビせとうち | テレビ東京系列 | 火曜 0:58 - 1:28（月曜深夜） | 2012年7月11日  | 遅れネット |

#### 過去のネット局
| 放送対象地域 | 放送局         | 系列           | 放送日時                     | 放送期間                       | 遅れ       |
| ------------ | -------------- | -------------- | ---------------------------- | ------------------------------ | ---------- |
| 大分県       | 大分放送       | TBS系列        | 木曜 0:55 - 1:25（水曜深夜） | 2011年10月27日 - 2012年4月26日 | 遅れネット |
| 新潟県       | 新潟総合テレビ | フジテレビ系列 | 月曜 1:10 - 1:40（日曜深夜） | 2012年2月20日 - 2013年2月5日   | 遅れネット |

## ざっくりハイタッチ

### 放送リスト（ハイタッチ）
| 2012年 | 2012年        | 2012年                                                              | 2012年 | 2012年 |
| 回     | 放送日 （TX） | 放送内容                                                            | ゲスト | 備考   |
| ------ | ------------- | ------------------------------------------------------------------- | --- | ------ |
| 1      | 10月14日      | 緊急！ざっくり会議 〜決めるのは岩尾！〜                             | |        |
| 2      | 10月21日      | せいじ365！若手芸人が千原せいじの夏に完全密着 おしゃべり割烹 小籔亭 | スチール哲平 千原せいじ（千原兄弟） デッカチャン |        |
| 3      | 10月28日      | 緊急企画！千原ジュニア あの大事故から11年ぶりのバイク               | 千原せいじ（千原兄弟） |        |
| 4      | 11月4日       | 正しい入り方教えます ジュニアの温泉旅行                             | 後藤淳平（ジャルジャル） タケト（Bコース） |        |
| 5      | 11月11日      | 温泉旅行 小籔のK                                                    | 後藤淳平（ジャルジャル） タケト（Bコース） |        |
| 6      | 11月18日      | 小籔のKでジャルジャル後藤 高級スーツ購入 おしゃべり割烹 小籔亭      | 後藤淳平（ジャルジャル） |        |
| 7      | 11月25日      | 人気芸人の自宅を留守番してあげよう！ フットボールアワー岩尾編       | 熊井友理奈・菅谷梨沙子（Berryz工房） |        |
| 8      | 12月2日       | 後藤 XL883Rを買う おしゃべり割烹 小籔亭                             | |        |
| 9      | 12月9日       | 千原ジュニア11年ぶりのバイク第2弾                                   | ノッチ（デンジャラス） 渡辺鐘 |        |
| 10     | 12月16日      | オール新ネタ!! ざっくりギャラリー                                   | 秋山竜次（ロバート） 板倉俊之（インパルス） 川島邦裕（野性爆弾） 佐久間一行 スリムクラブ 高橋メアリージュン 2700 バイきんぐ ハブ（Bコース） 山田親太朗 吉木りさ 渡辺鐘 笑い飯 |        |
| 11     | 12月23日      | 小島よしお持ち込み企画 芸人休日交換                                 | 網本賢治（ちゅ～りっぷ） カジ 小島よしお 下畑博文（パタパタママ） タケト（Bコース） 中本幸一（ツーナッカン） 松田大輔（東京ダイナマイト） 山本吉貴                            |        |

| 2013年 | 2013年        | 2013年                                                                 | 2013年 | 2013年 |
| 回     | 放送日 （TX） | 放送内容                                                               | ゲスト | 備考   |
| ------ | ------------- | ---------------------------------------------------------------------- | --- | ------ |
| 12     | 1月6日        | 緊急企画!! どうなる!? 1人10分ロングトーク                              | |        |
| 13     | 1月13日       | 岩尾バースデーパーティー＆ざっくり忘年会 in ジュニア邸                 | ℃-ute 銀シャリ クロちゃん（安田大サーカス） |        |
| 14     | 1月20日       | 岩尾バースデーパーティー＆ざっくり忘年会 in ジュニア邸                 | ℃-ute 銀シャリ クロちゃん（安田大サーカス） |        |
| 15     | 1月27日       | 芸人たちのお正月 ざっくり報告会                                        | ピース ロッチ 渡辺直美 |        |
| 16     | 2月3日        | 芸人たちのお正月 ざっくり報告会                                        | ピース ロッチ 渡辺直美 |        |
| 17     | 2月10日       | せいじ365！〜正月旅行〜                                                | |        |
| 18     | 2月17日       | 視聴者への恩返し！「ありがとう」と言われよう                           | ジャルジャル |        |
| 19     | 2月24日       | 都内に出没する希少なファッションモンスターを見よう！                   | クロちゃん（安田大サーカス） ジャルジャル タケト なかやまきんに君 ムーディ勝山                                                                    |        |
| 20     | 3月3日        | 小島軍団 突然の乱入！俺達の正月旅行を放送しろ！ おしゃべり割烹 小籔亭  | カジ キック 小島よしお 松田大輔（東京ダイナマイト）                                                                                               |        |
| 21     | 3月10日       | 芸人休日交換 第2弾                                                     | 上林尊久（グーとパー） カトゥー 狩野英孝 小島よしお 青春ダーツ ツネ（2700） 西川晃啓（レギュラー） 初恋タロー みずき（ネギぽんず） ルシファー吉岡 |        |
| 22     | 3月17日       | 芸能界タレコミ屋                                                       | アンガールズ 入江慎也（カラテカ） 小峠英二（バイきんぐ） タケト 三又又三                                                                          |        |
| 23     | 3月24日       | 芸能界タレコミ屋                                                       | アンガールズ 入江慎也（カラテカ） 小峠英二（バイきんぐ） タケト 三又又三                                                                          |        |
| 24     | 3月31日       | 千原ジュニア39回目のバースデーを祝おう！                               | |        |
| 25     | 4月14日       | 完全裏解説付き！下町の夢の国 浅草花やしき満喫ツアー                    | ツートンカラー |        |
| 26     | 4月21日       | 突撃！沖縄の晩ごはん                                                   | |        |
| 27     | 4月28日       | 突撃！沖縄の晩ごはん                                                   | |        |
| 28     | 5月5日        | 小耳にはさんだ行ってみたいお店！                                       | 森脇健児 LUNA |        |
| 29     | 5月12日       | 緊急企画 ロケが早く終わったのでもう1本撮ってしまおう！アラフォー男子会 | |        |
| 30     | 5月26日       | 視聴率UPのため！横浜中華街で引っぱりのあるロケをしろ                   | |        |
| 31     | 6月2日        | 緊急お仕置き！サファリパークを愛車でまわって猛獣の餌食に!!             | 柴田英嗣（アンタッチャブル） タケト |        |
| 32     | 6月9日        | 緊急お仕置き！サファリパークを愛車でまわって猛獣の餌食に!!             | 柴田英嗣（アンタッチャブル） タケト |        |
| 33     | 6月16日       | バスの車中でトーク                                                     | |        |
| 34     | 6月23日       | おじいちゃん・おばあちゃんと楽しくゲートボールをしよう！               | |        |
| 35     | 6月30日       | 祝！後藤バースデー！おいしくなってもらおう                             | |        |
| 36     | 7月21日       | 視聴者をひきつける指令が連発！池袋サンシャインぶらりロケ               | 秋山竜次（ロバート） 大悟（千鳥） |        |
| 37     | 7月28日       | アラフォー男子会 第2弾                                                 | |        |
| 38     | 8月4日        | おじいちゃん・おばあちゃんと楽しくゲートボールをしよう！               | |        |
| 39     | 8月11日       | 東武動物公園で夏休みを満喫しよう                                       | |        |
| 40     | 8月18日       | ロケバスで車中トーク                                                   | |        |
| 41     | 8月25日       | 高級中華を賭け新感覚ゲーム オープン7                                   | ジャルジャル |        |
| 42     | 9月1日        | フット後藤 結婚！その裏側に迫る                                        | |        |
| 43     | 9月8日        | 後藤VS森脇健児ボクシングマッチ                                         | |        |
| 44     | 9月15日       | 野性爆弾ロッシーの結婚を祝し爆笑お祝いVTR                              | |        |
| 45     | 9月22日       | 緊急企画！どうなる？ノーカット24分リレートーク                         | |        |
| 46     | 10月6日       | 祝！小籔千豊40歳バースデイ！行きたい所に行ってもらおう！               | 飯尾和樹（ずん） ムーディ勝山 |        |
| 47     | 10月13日      | 視聴者をひきつける指令が連発！人気の東武博物館ぶらりロケ               | 綾部祐二（ピース） 高橋茂雄（サバンナ） |        |
| 48     | 10月20日      | 芸人ざっくり日記                                                       | |        |
| 49     | 10月27日      | 予測不能！ざっくり名物車中トーク                                       | |        |
| 50     | 11月3日       | おじいちゃん・おばあちゃんと楽しくゲートボールをしよう！               | |        |
| 51     | 11月10日      | 芸能界タレコミ屋                                                       | 岩井ジョニ男（イワイガワ） ノブ（千鳥） 橋本武志（烏龍パーク）                                                                                    |        |
| 52     | 11月17日      | ざっくりふしぎ発見！                                                   | |        |
| 53     | 11月24日      | ムチャブリ指令連発！穴場スポットで大人の社会科見学ロケ                 | 木下隆行（TKO） 吉村崇（平成ノブシコブシ） |        |
| 54     | 12月1日       | 芸人バイト現場珍話 ノンフィクションバスツアー                          | 木下貴信（パタパタママ） こがけん 中本幸一（ツーナッカン） 本坊元児（ソラシド） りんたろー（ベイビーギャング）                                    |        |
| 55     | 12月8日       | どうしたんですか？待ち                                                 | 綾部祐二（ピース） RG（レイザーラモン） 西田幸治（笑い飯） 三又又三 村本大輔（ウーマンラッシュアワー）                                            |        |
| 56     | 12月15日      | バイきんぐ小峠のガチ引っ越しを手伝う                                   | 小峠英二（バイきんぐ） |        |
| 57     | 12月22日      | 岩尾＆飯尾 バースデイパーティーを一緒にしよう！                        | 飯尾和樹（ずん） しゅくはじめ |        |

| 2014年 | 2014年        | 2014年                                                   | 2014年 | 2014年 |
| 回     | 放送日 （TX） | 放送内容                                                 | ゲスト | 備考   |
| ------ | ------------- | -------------------------------------------------------- | --- | ------ |
| 58     | 1月12日       | ざっくり名物!! 車中トーク 人生の分岐点で酷い目にあったSP | 小峠英二（バイきんぐ） |        |
| 59     | 1月19日       | ざっくりふしぎ発見！                                     | |        |
| 60     | 1月26日       | 芸人達のお正月旅行 ざっくり報告会                        | 大西ライオン 小島よしお 博多華丸（博多華丸・大吉） |        |
| 61     | 2月2日        | 芸人達のお正月旅行 ざっくり報告会                        | 大西ライオン 小島よしお 博多華丸（博多華丸・大吉） |        |
| 62     | 2月9日        | どうしたんですか？待ち                                   | 飯尾和樹（ずん） 入江慎也（カラテカ） 田中卓志（アンガールズ） 平子祐希（アルコ&ピース） 吉村崇（平成ノブシコブシ）                                                            |        |
| 63     | 2月16日       | 芸能界タレコミ屋                                         | インスタントジョンソン 河本準一（次長課長） なすなかにし |        |
| 64     | 2月23日       | 芸能界タレコミ屋 ジュニアの冬休み旅行 未公開編           | 土肥ポン太 松田大輔（東京ダイナマイト） |        |
| 65     | 3月2日        | 芸人ざっくり日記                                         | |        |
| 66     | 3月9日        | ムチャブリ指令連発！船の博物館で社会科見学ロケ           | 狩野英孝 児嶋一哉（アンジャッシュ） 澤部佑（ハライチ） |        |
| 67     | 3月16日       | ピッタリ話を完結!! ゆかりの地まで歩いて「コレなんです」  | 飯尾和樹（ずん） 小峠英二（バイきんぐ） |        |
| 68     | 3月23日       | 突撃！今どんなネタ作ってたんですか？                     | ウーマンラッシュアワー グランジ サカイスト 佐藤満春（どきどきキャンプ） ジャングルポケット パンクブーブー ブロードキャスト!! 宮川大輔 野性爆弾 レイザーラモン ロシアンモンキー |        |
| 69     | 3月30日       | が、コレなんです！in 大阪                                | |        |
| 70     | 4月6日        | ざっくりふしぎ発見！                                     | 酒井藍 高橋靖子 福本愛菜 未知やすえ 若井みどり |        |
| 71     | 4月13日       | 著名人・芸人と出会う!? 大阪の打ち上げ                    | 今別府直之 サカモト's 島田一の介 清水けんじ すっちー 西澤裕介（ダイアン） Mr.オクレ                                                                                            |        |
| 72     | 4月20日       | 後藤のもっと色んなツッコミさせんかい！                   | |        |
| 73     | 4月27日       | 突撃！芸人の晩ごはん 今何の話してたんですか？ in 沖縄    | 千鳥 ピース 平成ノブシコブシ 渡辺直美 |        |
| 74     | 5月4日        | 突撃！芸人の晩ごはん 今何の話してたんですか？ in 沖縄    | 白井鉄也（チーモンチョーチュウ） 竹若元博（バッファロー吾郎） 2700 野性爆弾 |        |
| 75     | 5月11日       | おじいちゃん・おばあちゃんとゲートボールを楽しもう！     | |        |
| 76     | 5月18日       | 悪印象を自ら改善！直でイメージ向上委員会                 | |        |
| 77     | 5月25日       | 放出！岩尾が巻き起こした車中事件SP                       | 飯尾和樹（ずん） 小峠英二（バイきんぐ） |        |
| 78     | 6月1日        | 満腹！ざっくり回転寿司                                   | 木下隆行（TKO） 小峠英二（バイきんぐ） 藤本敏史（FUJIWARA） |        |
| 79     | 6月8日        | どうしたんですか？待ち                                   | 秋山竜次（ロバート） 狩野英孝 高橋茂雄（サバンナ） 塙宣之（ナイツ） 三又又三                                                                                                   |        |
| 80     | 6月22日       | 後藤のもっと色んなツッコミさせんかい！第2弾              | ジャルジャル |        |
| 81     | 6月29日       | ざっくりふしぎ発見！                                     | 飯尾和樹（ずん） |        |
| 82     | 7月6日        | ジュニア＆岩尾の本気で合コンの練習がしたい               | |        |
| 83     | 7月13日       | ムチャブリ指令連発！科学技術館で社会科見学ロケ           | 田中卓志（アンガールズ） 徳井健太（平成ノブシコブシ） 藤本敏史（FUJIWARA） |        |
| 84     | 7月20日       | 今夜は編集なし！きっちり24分リレートーク                 | |        |
| 85     | 7月27日       | ジュニア＆岩尾の本気で番組の打ち合わせの練習がしたい！   | |        |
| 86     | 8月10日       | どうしたんですか？待ち                                   | 木本武宏（TKO） 児嶋一哉（アンジャッシュ） 椿鬼奴 友近 ノブ（千鳥） |        |
| 87     | 8月17日       | 緊急修行中！小籔の俺は偉いお坊さんになりたい!!           | 今別府直之 紺野ひかる |        |
| 88     | 8月24日       | 緊急事態！笑い方を忘れた後藤の笑顔を取り戻せ             | 小宮浩信（三四郎） 田中卓志（アンガールズ） ツネ（2700） 松下宣夫（デニス） |        |
| 89     | 8月31日       | アラフォー男子会                                         | アポロン山崎 |        |
| 90     | 9月7日        | 岩尾の愛犬つくしをスター犬に育てたい！                   | |        |
| 91     | 9月14日       | なぜ睨む？全く楽しめないショッピングモールロケ           | 綾部祐二（ピース） 高橋茂雄（サバンナ） |        |
| 92     | 9月21日       | ジュニア＆岩尾＆福徳の本気でデートの練習がしたい！       | ジャルジャル |        |
| 93     | 9月28日       | 後藤のもっと色んなツッコミさせんかい！第3弾              | ジャルジャル |        |
| 94     | 10月5日       | どうしたんですか？待ち                                   | 小峠英二（バイきんぐ） 柴田英嗣（アンタッチャブル） 大悟（千鳥） もう中学生 渡辺直美                                                                                           |        |
| 95     | 10月12日      | 緊急事態！アンガールズ田中の笑顔をみんなで取り戻せ       | 蛭子能収 田中卓志（アンガールズ） |        |
| 96     | 10月19日      | 森脇健児 京都おすすめスポット巡り                        | かみじょうたけし 木本武宏（TKO） チキチキジョニー 森脇健児 |        |
| 97     | 10月26日      | 森脇健児 京都おすすめスポット巡り                        | かみじょうたけし 木本武宏（TKO） チキチキジョニー 森脇健児 |        |
| 98     | 11月2日       | バイきんぐ小峠のバイクを買おう！                         | 小峠英二（バイきんぐ） じゅんいちダビッドソン 坂口真弓（少年少女） バイク川崎バイク                                                                                            |        |
| 99     | 11月9日       | スタンバイ中に本番では話せない隠し撮りトーク             | 鈴木拓（ドランクドラゴン） 村本大輔（ウーマンラッシュアワー） 吉村崇（平成ノブシコブシ）                                                                                       |        |
| 100    | 11月16日      | 鬼越トマホークの喧嘩を止めよう                           | 飯尾和樹（ずん） 板倉俊之（インパルス） 鬼越トマホーク 斉藤慎二（ジャングルポケット） FUJIWARA 松田大輔（東京ダイナマイト） 渡辺直美                                           |        |
| 101    | 11月23日      | スタンバイ中に本番では話せない隠し撮りトーク             | 綾部祐二（ピース） 徳井健太（平成ノブシコブシ） 平子祐希（アルコ&ピース） |        |
| 102    | 11月30日      | 体験就職！おしゃべりハローワーク                         | |        |
| 103    | 12月7日       | 体験就職！おしゃべりハローワーク                         | |        |
| 104    | 12月14日      | スタンバイ中に本番では話せない隠し撮りトーク             | クロちゃん（安田大サーカス） 田中卓志（アンガールズ） 渡辺直美 |        |
| 105    | 12月21日      | 車中で2014年をざっくり振り返る                           | ジャルジャル |        |

| 2015年 | 2015年        | 2015年                                                                  | 2015年 | 2015年 |
| 回     | 放送日 （TX） | 放送内容                                                                | ゲスト | 備考   |
| ------ | ------------- | ----------------------------------------------------------------------- | --- | ------ |
| 106    | 1月11日       | あの企画の裏側でも車中トークしてましたSP                                | 小峠英二（バイきんぐ） ジャルジャル |        |
| 107    | 1月18日       | セブンbyセブン玉城が藤本に復讐                                          | ジャルジャル 玉城泰拙（セブンbyセブン） 藤本敏史（FUJIWARA） |        |
| 108    | 1月25日       | アラフォー男子会                                                        | アポロン山崎 |        |
| 109    | 2月1日        | 芸人達のお正月旅行 ざっくり報告会                                       | 佐野ひなこ ダレノガレ明美 |        |
| 110    | 2月8日        | 芸人達のお正月旅行 ざっくり報告会                                       | 佐野ひなこ ダレノガレ明美 |        |
| 111    | 2月15日       | 視聴者を食いつかせろ！がなれタイトルコール                              | 飯尾和樹（ずん） 川島邦裕（野性爆弾） 後藤淳平（ジャルジャル） 哲夫（笑い飯） |        |
| 112    | 2月22日       | 鬼越トマホークの喧嘩を止めよう                                          | アンガールズ 鬼越トマホーク 木下隆行（TKO） 柴田英嗣（アンタッチャブル） 多田健二（COWCOW） |        |
| 113    | 2月29日       | 収録中にリアルタイムLINEトーク                                          | |        |
| 114    | 3月8日        | 予測不能のざっくり名物！車中トークSP                                    | |        |
| 115    | 3月15日       | 全員まとめて清めたまえ ざっくり厄祓い                                   | RG（レイザーラモン） 川島邦裕（野性爆弾） 小宮浩信（三四郎） 紺野ひかる ですよ。 とにかく明るい安村 ハリウッドザコシショウ 八木真澄（サバンナ） 笑い飯                                                                                   |        |
| 116    | 3月22日       | 全員まとめて清めたまえ ざっくり厄祓い                                   | RG（レイザーラモン） 川島邦裕（野性爆弾） 小宮浩信（三四郎） 紺野ひかる ですよ。 とにかく明るい安村 ハリウッドザコシショウ 八木真澄（サバンナ） 笑い飯                                                                                   |        |
| 117    | 3月29日       | どうしたんですか？待ち                                                  | 小宮浩信（三四郎） じゅんいちダビッドソン 鈴木拓（ドランクドラゴン） 福徳秀介（ジャルジャル） 藤本敏史（FUJIWARA） |        |
| 118    | 4月5日        | 芸人カードでおしゃべりしよう                                            | 鈴木拓（ドランクドラゴン） |        |
| 119    | 4月12日       | 行き先はアナタ次第！ざっくりミステリードライブ                          | HG（レイザーラモン） |        |
| 120    | 4月19日       | 俺はこんな服を女性に着てほしい！                                        | クロちゃん（安田大サーカス） 小宮浩信（三四郎） 西川晃啓（レギュラー） ネゴシックス |        |
| 121    | 4月26日       | 芸人カードでおしゃべりしよう                                            | 片岡正徳（オオカミ少年） |        |
| 122    | 5月3日        | ざっくり名物！撮れすぎた車中トーク                                      | |        |
| 123    | 5月10日       | フット後藤がバイクを売却したいらしい                                    | |        |
| 124    | 5月17日       | ジュニア単独ライブ終わりの楽屋ミニコントをやってみよう!!                | 小峠英二（バイきんぐ） 小宮浩信（三四郎） 田中卓志（アンガールズ） |        |
| 125    | 5月24日       | 芸人カードでおしゃべりしよう                                            | 出川哲朗 |        |
| 126    | 5月31日       | 鬼越トマホークの喧嘩を止めよう！ 〜的を得た一言で怒鳴られたランキング〜 | |        |
| 127    | 6月7日        | 出張！貧乏芸人夫婦宅でお悩み相談                                        | キャプテン☆ザコ（キャベツ確認中） 黒川忠文（アンバランス） 布宮誠（ベンジャミン） |        |
| 128    | 6月14日       | ざっくり今日の一言日記                                                  | 綾部祐二（ピース） 小宮浩信（三四郎） |        |
| 129    | 6月21日       | お題は自ら考えろ！ざっくり借りもの競走                                  | 木下隆行（TKO） 児嶋一哉（アンジャッシュ） |        |
| 130    | 6月28日       | どうしたんですか？待ち                                                  | 厚切りジェイソン あばれる君 岡田圭右（ますだおかだ） 斎藤司（トレンディエンジェル） 徳井健太（平成ノブシコブシ） |        |
| 131    | 7月5日        | フットボールアワー 架空の単独ライブ終わりの楽屋挨拶                     | 木下隆行（TKO） ジャルジャル 高橋茂雄（サバンナ） |        |
| 132    | 7月12日       | メンバー4人の共通点を探そう                                             | |        |
| 133    | 7月19日       | 編集なし！きっちり24分リレートーク                                      | |        |
| 134    | 7月26日       | 芸人カードでおしゃべりしよう レジェンド芸人SP                           | |        |
| 135    | 8月9日        | 鬼越トマホークの喧嘩を止めよう                                          | 鬼越トマホーク 蛭子能収 木本武宏（TKO） 児嶋一哉（アンジャッシュ） 千鳥 椿鬼奴 ニッチェ |        |
| 136    | 8月16日       | 幸福の面白いロケボケ                                                    | バイきんぐ 平成ノブシコブシ 野性爆弾 |        |
| 137    | 8月23日       | 前代未聞のトーク企画！な～てな～て                                      | 木下隆行（TKO） 後藤淳平（ジャルジャル） 大悟（千鳥） |        |
| 138    | 8月30日       | ざっくり今日の一言日記                                                  | 飯尾和樹（ずん） 川島明（麒麟） |        |
| 139    | 9月6日        | ざっくり赤ちゃん育児教室                                                | あばれる君 アンガールズ タケト 浜崎真緒 藤本敏史（FUJIWARA） |        |
| 140    | 9月13日       | ざっくり赤ちゃん育児教室                                                | あばれる君 アンガールズ タケト 浜崎真緒 藤本敏史（FUJIWARA） |        |
| 141    | 9月20日       | 役者かぶれのクソ芸人TKO木下 ドッキリで芸人の心を取り戻せ                | 岡田圭右（ますだおかだ） TKO なすなかにし |        |
| 142    | 9月27日       | 芸人カードでおしゃべりしよう                                            | バカリズム |        |
| 143    | 10月4日       | 芸人を注文！ざっくりカラオケ                                            | 赤プル 阿部健一（セバスチャン） 川原豪介（ブルーリバー） 田中卓志（アンガールズ） 永井佑一郎 みやぞん（ANZEN漫才） 横山裕之（天狗） |        |
| 144    | 10月11日      | 新婚ジュニアに質問攻め！                                                | ジャルジャル |        |
| 145    | 10月18日      | 芸人を注文！ざっくりカラオケ・延長戦                                    | 秋山竜次（ロバート） 木下貴信（パタパタママ） 徹道 宍倉孝雄（たぬきごはん） ふるやいなや（スーパーニュウニュウ） 三又又三 |        |
| 146    | 10月25日      | お題は自ら考えろ！ざっくり借りもの競走                                  | 秋山竜次（ロバート） 飯尾和樹（ずん） |        |
| 147    | 1月1日        | 鬼越トマホークの喧嘩を止めよう                                          | 鬼越トマホーク 狩野英孝 さらば青春の光 三四郎 ジャルジャル ジャングルポケット |        |
| 148    | 11月8日       | ざっくり今日の一言日記                                                  | 狩野英孝 鈴木拓（ドランクドラゴン） |        |
| 149    | 11月15日      | 小籔千豊 架空の単独ライブ終わりの楽屋挨拶                               | 秋山竜次（ロバート） くっきー（野性爆弾） 児嶋一哉（アンジャッシュ） |        |
| 150    | 11月22日      | バッファロー吾郎・竹若の新築お宅をざっくり訪問                          | インポッシブル 竹若元博（バッファロー吾郎） 千原せいじ（千原兄弟） 永井佑一郎 ハリウッドザコシショウ 安田大サーカス |        |
| 151    | 11月29日      | キレた直後にハートを掴む一言 キレキュン選手権                           | ジャルジャル 田中卓志（アンガールズ） 村本大輔（ウーマンラッシュアワー） 森田哲矢（さらば青春の光） |        |
| 152    | 12月6日       | 味付けしましょう！ざっくりお笑いリストランテ                            | 綾部祐二（ピース） 岩崎う大（かもめんたる） 大水洋介（ラバーガール） 加藤歩（ザブングル） 中川パラダイス（ウーマンラッシュアワー） なかやまきんに君 比嘉速人 マリン（三個目のミス） みやぞん（ANZEN漫才） メイデン玉砕 山脇充（ザ☆忍者） |        |
| 153    | 12月13日      | 味付けしましょう！ざっくりお笑いリストランテ                            | 綾部祐二（ピース） 岩崎う大（かもめんたる） 大水洋介（ラバーガール） 加藤歩（ザブングル） 中川パラダイス（ウーマンラッシュアワー） なかやまきんに君 比嘉速人 マリン（三個目のミス） みやぞん（ANZEN漫才） メイデン玉砕 山脇充（ザ☆忍者） |        |
| 154    | 12月20日      | 編集なし！きっちり24分リレートーク                                      | |        |

| 2016年 | 2016年        | 2016年                                       | 2016年 | 2016年 |
| 回     | 放送日 （TX） | 放送内容                                     | ゲスト | 備考   |
| ------ | ------------- | -------------------------------------------- | --- | ------ |
| 155    | 1月10日       | どうしたんですか？待ち                       | 石田明（NON STYLE） 木下隆行（TKO） 斉藤慎二（ジャングルポケット） 多田健二（COWCOW） 村上健志（フルーツポンチ）                 |        |
| 156    | 1月17日       | ざっくり今日の一言日記 お正月休みSP          | 椿鬼奴 村本大輔（ウーマンラッシュアワー）                                                                                        |        |
| 157    | 1月24日       | ざっくり今日の一言日記 お正月休みSP          | 椿鬼奴 村本大輔（ウーマンラッシュアワー）                                                                                        |        |
| 158    | 1月31日       | まさかのキャスティングトーク                 | |        |
| 159    | 2月7日        | 別にええねんけど…をやってみよう！            | 秋山竜次（ロバート） COWCOW キクチウソツカナイ。 佐久間一行                                                                      |        |
| 160    | 2月14日       | 素材芸人を味付け！ざっくりお笑いリストランテ | 加藤歩（ザブングル） さらば青春の光 谷+1。 ピーマンズスタンダード                                                                |        |
| 161    | 2月21日       | 素材芸人を味付け！ざっくりお笑いリストランテ | 大溝清人（バッドボーイズ） 木村卓寛（天津） TOY バイク川崎バイク ゆんぼだんぷ                                                    |        |
| 162    | 2月28日       | まとめて清めたまえ ざっくり厄祓い            | 安達健太郎（カナリア） カズレーザー（メイプル超合金） くっきー（野性爆弾） GO!皆川 ハブサービス ピーマンズスタンダード           |        |
| 163    | 3月6日        | まとめて清めたまえ ざっくり厄祓い            | 安達健太郎（カナリア） ハブサービス 原西孝幸（FUJIWARA） 野性爆弾                                                                |        |
| 164    | 3月13日       | まさかのキャスティングトーク                 | |        |
| 165    | 3月20日       | 鬼越トマホークの喧嘩を止めよう               | 鬼越トマホーク 加藤歩（ザブングル） クロちゃん（安田大サーカス） 村上健志（フルーツポンチ） 我が家 笑い飯                        |        |
| 166    | 3月27日       | 鬼越トマホークの喧嘩を止めよう               | 鬼越トマホーク 加藤歩（ザブングル） クロちゃん（安田大サーカス） ピーマンズスタンダード 村上健志（フルーツポンチ） 我が家 笑い飯 | 最終回 |

### ネット局と放送時間（ハイタッチ）
| 放送対象地域   | 放送局         | 系列           | 放送日時                     | 放送開始日     | 遅れ       |
| -------------- | -------------- | -------------- | ---------------------------- | -------------- | ---------- |
| 関東広域圏     | テレビ東京     | テレビ東京系列 | 日曜 1:15 - 1:45（土曜深夜） | 2012年10月14日 | 制作局     |
| 福岡県         | TVQ九州放送    | テレビ東京系列 | 日曜 1:25 - 1:55（土曜深夜） | 2012年10月28日 | 遅れネット |
| 熊本県         | 熊本放送       | TBS系列        | 土曜 1:00 - 1:30（金曜深夜） | 2012年11月24日 | 遅れネット |
| 大阪府         | テレビ大阪     | テレビ東京系列 | 日曜 2:00 - 2:30（土曜深夜） | 2012年11月24日 | 遅れネット |
| 岡山県・香川県 | テレビせとうち | テレビ東京系列 | 火曜 1:05 - 1:35（月曜深夜） | 2012年12月12日 | 遅れネット |
| 長野県         | 信越放送       | TBS系列        | 水曜 0:43 - 1:13（火曜深夜） | 2012年12月25日 | 遅れネット |
| 和歌山県       | テレビ和歌山   | JAITS          | 木曜 2:15 - 2:45（水曜深夜） | 2012年12月27日 | 遅れネット |
| 奈良県         | 奈良テレビ     | JAITS          | 月曜 0:30 - 1:00（日曜深夜） | 2013年1月7日   | 遅れネット |
| 北海道         | テレビ北海道   | テレビ東京系列 | 火曜 1:00 - 1:30（月曜深夜） | 2013年1月15日  | 遅れネット |
| 石川県         | テレビ金沢     | 日本テレビ系列 | 木曜 1:37 - 2:07（水曜深夜） | 2013年3月14日  | 遅れネット |
| 宮城県         | 仙台放送       | フジテレビ系列 | 金曜 1:35 - 2:05（木曜深夜） | 2014年5月18日  | 遅れネット |
| 青森県         | 青森テレビ     | TBS系列        | 金曜 0:28 - 0:58（土曜深夜） | 2015年4月24日  | 遅れネット |
| 岩手県         | IBC岩手放送    | TBS系列        | 水曜 1:12 - 1:42（火曜深夜） | 2015年4月29日  | 遅れネット |
| 滋賀県         | びわ湖放送     | JAITS          | 金曜 1:30 - 2:00（木曜深夜） | 2015年5月1日   | 遅れネット |

#### 過去のネット局（ハイタッチ）
| 放送対象地域   | 放送局         | 系列           | 放送日時                     | 放送期間                       | 遅れ       |
| -------------- | -------------- | -------------- | ---------------------------- | ------------------------------ | ---------- |
| 富山県         | 富山テレビ     | フジテレビ系列 | 土曜 2:00 - 2:30（金曜深夜） | 2013年11月23日 - 2014年4月26日 | 遅れネット |
| 長崎県         | テレビ長崎     | フジテレビ系列 | 金曜 1:45 - 2:15（土曜深夜） | 2012年10月26日 - 2013年11月1日 | 遅れネット |
| 愛媛県         | 南海放送       | 日本テレビ系列 | 水曜 1:30 - 2:05（火曜深夜） | 2013年10月2日 - 2015年9月23日  | 遅れネット |
| 鳥取県・島根県 | 山陰放送       | TBS系列        | 月曜 23:53 - 翌0:23          | 2015年4月27日- 2016年3月21日   | 遅れネット |
| 福島県         | テレビユー福島 | TBS系列        | 火曜 0:56 - 1:26（月曜深夜） | 2015年2月17日 - 2016年3月22日  | 遅れネット |

## テーマ曲

### オープニング曲
- ビッグポルノ「Tea! Tea! No! oh,,,喫茶?」

### エンディング曲
- 踊ってばかりの国「話はない」（2012年10月〜12月）
- ROTTENGRAFFTY「金色グラフティー」（2013年5・6月度）
- TANAKA ALICE「MAKE ME ALRIGHT」

## 主なスタッフ
- 企画：千原ジュニア
- 構成：長谷川朝二、松本真一、遠藤敬、鈴木功治、玉置高幸
- カメラ：五十嵐陽
- 音声：目野智子
- 技術協力：麻布プラザ、Ytv Nextry、SWISH JAPAN
- 美術進行：仙田拓也
- メイク：山田かつら
- 編集：島田一浩
- MA：吉田章太
- 音効：遠藤治朗
- ナレーション：増田和也
- 番宣：魚田英孝
- AP：鈴木あゆみ、岩下裕一郎、最上つばさ
- デスク：露木彩乃
- ディレクター：高畑忠司、中根拓也、阿部和孝、玉城良浩
- 演出：扇山篤司
- 制作プロデューサー：並木慶（以前は総合演出→演出プロデューサー）
- プロデューサー：金子優、森俊和
- 協力：バックアップメディア
- 制作協力：吉本興業
- 制作著作：テレビ東京

### 歴代のスタッフ
- 技術：近藤照史、田中圭介、野瀬一成
- カメラ：吉田健吾、西村光平
- 映像：水野暁夫、小峰信彦
- 音声：久保田優
- 技術協力：テクノマックス
- 美術：小越敏彦
- デザイン：薬王寺哲朗
- 編集：渡邊正宏、竹村和佳奈
- MA：船木拓也、橋本光平、田口修嗣
- 番宣：岡仁
- 観客動員：BEEPS
- AP：由茅奈保美、泉亜希子
- プロデューサー：伊藤隆行、藤枝彰、吉田祥子、佐久間祥子

## ざっくりYouTube
2020年4月1日にYouTubeにて開始。毎週水曜日・土曜日18時に動画を公開している。
制作は株式会社BIGTAKE。放送作家は松本真一、沢田純平。
第4回よりパンダスタジオ秋葉原にて撮影されている。
2022年12月23日、初のイベント「ざっくりYouTubeプレゼンツ!〜ざっくりライブ〜」が東京・ルミネtheよしもとで開催された。当公演にて4人によるバンド「バレンシアガ」（後藤：ボーカル、岩尾：ベース、ジュニア：ギター、小籔：ドラム）を結成しチャットモンチー「シャングリラ」を演奏してその日のうちに解散する企画が行われた。岩尾・ジュニアは今回が初の演奏となる。その後コヤブソニック 2023にてオープニングアクトをつとめることが発表された。
基本的にゲストは出演せず、4人でトーク・企画を行っている。